# Lac à la Croix
Lac à la Croix – jezioro w kanadyjskiej prowincji Quebec, na północy regionu administracyjnego Saguenay–Lac-Saint-Jean. Położone jest ok. 75 km na zachód od zbiornika Manicouagan i 25 km na południe od jeziora Plétipi. Wypływa z niego rzeka Rivière à la Croix, stanowiąca dopływ Rivière aux Outardes. Lac à la Croix ma kształt litery X, stąd też jego nazwa (fr. croix - krzyż). Nazwa stała się oficjalna dopiero po 1945 roku, ale już w kwietniu 1672 roku francuska ekspedycja dotarła do jeziora, a jezuita François de Crespieul nadał mu nazwę Lac de la Croix, ponieważ „ma ono dokładnie kształt tej figury”.